# J'ai l'noir ou le Suicide de Dranem
J’ai l'noir ou le Suicide de Dranem est une comédie muette française réalisée en 1928 par Max de Rieux et sorti en 1929.

## Fiche technique
- Titre original : J’ai l'noir ou le Suicide de Dranem
- Réalisation : Max de Rieux
- Scénario : Max de Rieux, Saint-Granier et Marcel Yonnet
- Décors : Claude Franc-Nohain
- Photographie : Maurice Guillemin
- Production : Alex Nalpas
- Société de production : Les Films Alex Nalpas
- Pays : France
- Format : Noir et blanc - Muet  - 1,33:1 - 35 mm
- Genre : Comédie
- Durée : 80 minutes
- Date des sorties : 
  - France : 19 avril 1929

## Distribution
- Armand Dranem : l'éleveur d'autruches
- Suzette O'Nil : la danseuse
- Oléo : la soubrette
- Henri Debain
- Robert Pizani
- Hélène Hallier
- Éliane de Creus
- Joe Alex